# Mirador Asta Bandera

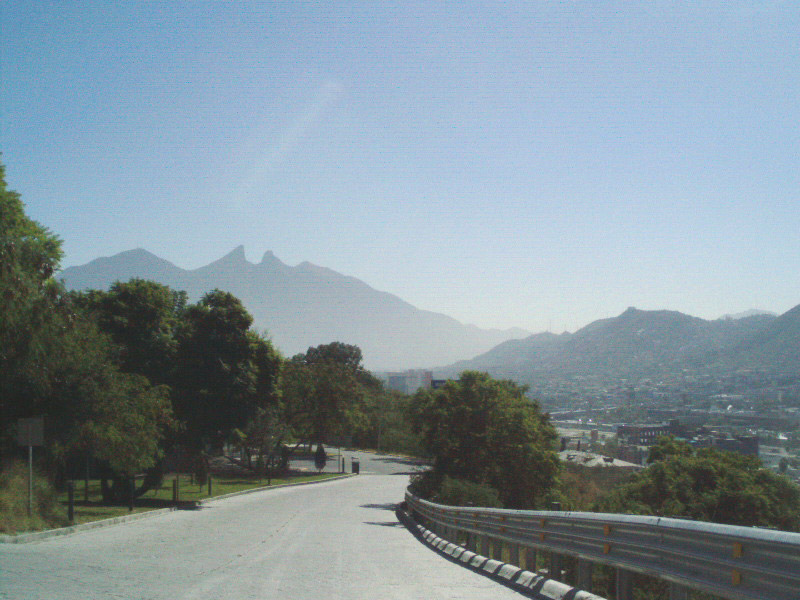
Vista de la ciudad desde el camino peatonal.

El Mirador Asta Bandera, también conocido como Mirador del Obispado, está localizado en la cima del Cerro del Obispado en la ciudad de Monterrey, México. Ahí se encuentra la segunda bandera monumental más grande de México. El cerro y el mirador reciben su nombre por el edificio construido en las inmediaciones del cerro a finales del siglo XVIII, el Obispado.
A una altitud de 775 metros sobre el nivel del mar, el mirador consiste en una explanada circular de 40 metros de diámetro con el asta bandera en su centro. Hay bancas, un pequeño estacionamiento (primeramente para gente discapacitada) y 3 jardines de tipo francés. Las instalaciones están equipadas con bebederos y tocadores. El mirador fue concebido como un paseo familiar, por lo que el camino principal hacia la cima es muy ancho y está muy bien iluminado. Los automóviles pueden pasar, pero el estacionamiento principal se encuentra a la entrada del parque.

## La Bandera Monumental

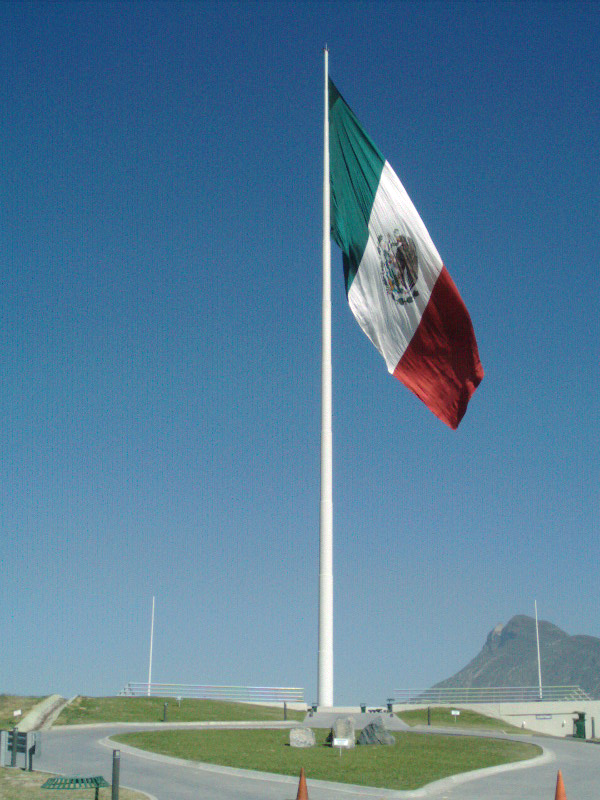

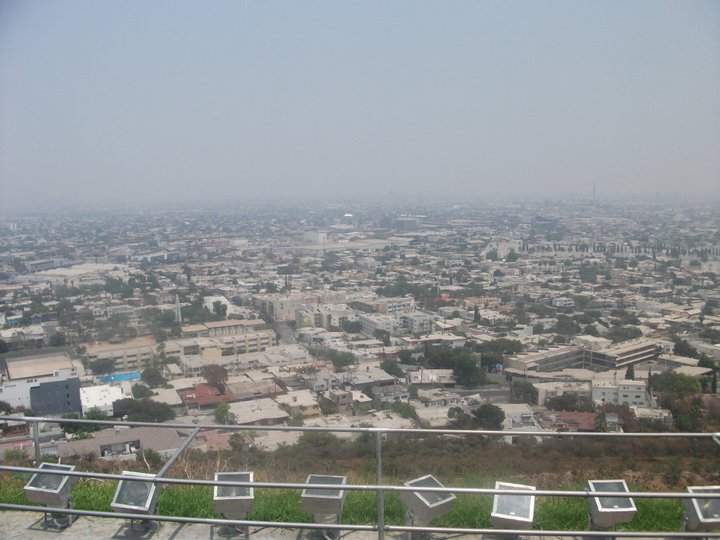
Esta es la vista que se tiene desde el Mirador Asta Bandera.

La bandera monumental está localizada en la cima del Cerro del Obispado, en el mismo sitio en donde se encuentra el mirador. Su construcción comenzó en el 2003 y fue inaugurada el 24 de febrero de 2005 para celebrar el día de la Bandera de México.
Con un asta que pesa 120 toneladas y mide 100 metros de alto, y una bandera que mide 50 por 30 metros y pesa 250 kilogramos, este lugar es muy atractivo tanto para turistas como para los locales.
Algunos días de importancia nacional son celebrados con ceremonias tales como el Día de la Bandera (24 de febrero), el Día de la Independencia (16 de septiembre) y el Día del Ejército Mexicano (19 de febrero). Estas ceremonias algunas veces incluyen espectáculos de luces, fuegos artificiales y presentaciones artísticas como danzas regionales, musicales, conciertos y todo tipo de eventos.